# Ginástica artística nos Jogos Pan-Americanos de 2023 - Solo masculino
A final de solo masculino da ginástica artística nos Jogos Pan-Americanos de 2023 foi realizada no dia 24 de outubro, no Centro de Esportes Coletivos, em Santiago, no Chile. O campeão do individual geral Félix Dolci conquistou sua segunda medalha de ouro nos jogos.

## Resultados

### Qualificatória
| Pos. | Ginasta             | Nota D | Nota E | Pen.  | Total  | Qual. |
| ---- | ------------------- | ------ | ------ | ----- | ------ | ----- |
| 1    | Félix Dolci         | 6.000  | 8.266  |       | 14.266 | Q     |
| 2    | Donnell Whittenburg | 6.400  | 7.833  |       | 14.233 | Q     |
| 3    | Yuri Guimarães      | 5.700  | 8.500  | -0.10 | 14.100 | Q     |
| 4    | Arthur Nory Mariano | 5.300  | 8.766  |       | 14.066 | Q     |
| 5    | Santiago Mayol      | 5.700  | 8.300  |       | 14.000 | Q     |
| 6    | Rodrigo Gómez       | 5.400  | 8.500  |       | 13.900 | Q     |
| 7    | Juan Larrahondo     | 5.500  | 8.300  |       | 13.800 | Q     |
| 8    | René Cournoyer      | 5.300  | 8.433  |       | 13.733 | Q     |
| 9    | Diogo Soares        | 5.400  | 8.500  | -0.3  | 13.600 | –     |
| 10   | Luciano Letelier    | 5.700  | 7.900  |       | 13.600 | R1    |
| 11   | Colt Walker         | 5.200  | 8.433  | -0.1  | 13.533 | R2    |
| 12   | Alonso Pérez        | 5.400  | 8.233  | -0.10 | 13.533 | R3    |

### Final
| Pos.              | Ginasta                 | Nota D | Nota E | Pen. | Total  |
| ----------------- | ----------------------- | ------ | ------ | ---- | ------ |
| Medalha de ouro   | CAN Félix Dolci         | 5.9    | 8.333  |      | 14.233 |
| Medalha de prata  | BRA Arthur Nory Mariano | 5.6    | 8.333  |      | 13.933 |
| Medalha de bronze | COL Juan Larrahondo     | 5.5    | 7.866  |      | 13.366 |
| 4                 | ARG Santiago Mayol      | 5.7    | 7.500  | 0.1  | 13.100 |
| 5                 | MEX Rodrigo Gómez       | 5.6    | 7.766  | 0.3  | 13.066 |
| 6                 | USA Donnell Whittenburg | 6.2    | 6.700  | 0.2  | 12.700 |
| 7                 | CAN René Cournoyer      | 5.3    | 7.133  |      | 12.433 |
| 8                 | BRA Yuri Guimarães      | 5.4    | 6.666  | 0.1  | 11.966 |